# 東海高速バスターミナル
東海高速バスターミナル（とんへこうそくバスターミナル）は、江原特別自治道東海市東海1通り1にある高速バスターミナル。高速バス・コンピュータ・ネットワーク上のターミナル番号は210。

## 概要
本来このターミナルは高速バスだけ運行していたターミナルだったが、2008年11月に泉谷洞にあった東海市外バスターミナルが閉鎖され、東部エクスプレスが買収して市外バスターミナルと高速バスターミナルを現位置で統合した。その後2012年1月に旧市外バスターミナル敷地を東海市が買いとり、2013年7月1日市外バスターミナルを再開させて、この東海高速ターミナルは再び高速バスだけ運行することになった。

## 運行路線
| 運行 路線       | 運行業者 | 運行路線 | 運行路線 | 運行路線 | 経由地             |
| --------------- | -------- | -------- | -------- | -------- | ------------------ |
| 東海 ↔ ソウル   | 東部高速 | 東海     | ↔        | ソウル   | 横城サービスエリア |
| 東海 ↔ 東ソウル | 東部高速 | 東海     | ↔        | 東ソウル | 横城サービスエリア |